# 昆明市第三中学
24°53′17″N 102°50′07″E / 24.88794°N 102.83541°E
昆明市第三中学，简称昆三中，位于中华人民共和国云南省昆明市，是云南省一级一等普通高级中学。

## 沿革
清光绪三十三年（1907年），“艺徒学堂”在昆明市土主庙建立，它是学校的前身。不久之后，学校更名为“省会艺徒学堂”。清宣统二年（1910年），“省会艺徒学堂”更名为“初等工业学堂”，不久又恢复前名。1911年，省会艺徒学堂于更名为“省会艺徒学校”。
民国初年，省会艺徒学校更名为“昆明市立职业学校”。1930年，“市立师范学校”和“昆明市立职业学校”合并为“昆明市立中学”。
1950年，昆明市立中学更名为“昆明市第三中学”。1955年，昆明第二女子中学并入。1966年至1976年，文化大革命时期，学校停止教学。1978年，华国锋、叶剑英一举粉碎四人帮后，学校恢复正常教学。
1993年7月，被认定为首批云南省一级二等完全中学。1997年3月，被认定为首批云南省一级一等完全中学。

## 文化
- 校训：修己安人，琢玉成器

## 校区
八个校区：书林街校区（已停用）、呈贡校区（校本部）、昆明滇池中学、经开校区、滇池星城校区、西山校区、空港实验学校和呈贡分校

## 著名校友
- 吴澄
- 赵琼仙